# Cessna 188
Cessna 188 — американский лёгкий самолёт сельскохозяйственного применения, производившийся в 1966—1983 годах компанией Cessna.

## История
В начале 1960-х Cessna решила увеличивать свою и без того широкую линейку легких самолетов, введя машину для аграрной отрасли. В результате опроса пилотов и операторов других марок сельскохозяйственных самолетов, был создан одноместный поршневой низкоплан. Cessna 188 в значительной степени был заимствован из модели Cessna 180, его каркас выполнен из алюминия, имеющаяся ёмкость для химикатов изготовлена из стеклопластика.
Первый полёт Cessna 188 состоялся 19 февраля 1965 года. Самолет был сертифицирован и поступил в производство в феврале 1966 года. Конструкция и дизайн самолёта оказались настолько удачны, что за своё 17-летнее производство он оставался неизменным. Изменялись только двигатели и емкости (для разных веществ). Основным назначением самолётов Cessna 188-й серии было сельское хозяйство, но иногда он использовался как буксир для планёров.
Всего было произведено: 53 самолёта варианта AGpickup, 1589 самолётов варианта AGwagon, 1949 самолётов варианта AGtruck и 385 самолётов варианта AGhuskie.
Лётно-технические характеристики модификации Cessna A188B-300 AGtruck 1973 года выпуска:
- Экипаж: 1
- Длина: 8 м
- Размах крыла: 12,7 м
- Высота: 2,4 м
- Площадь крыла: 19 м²
- Пустой вес: 921 кг

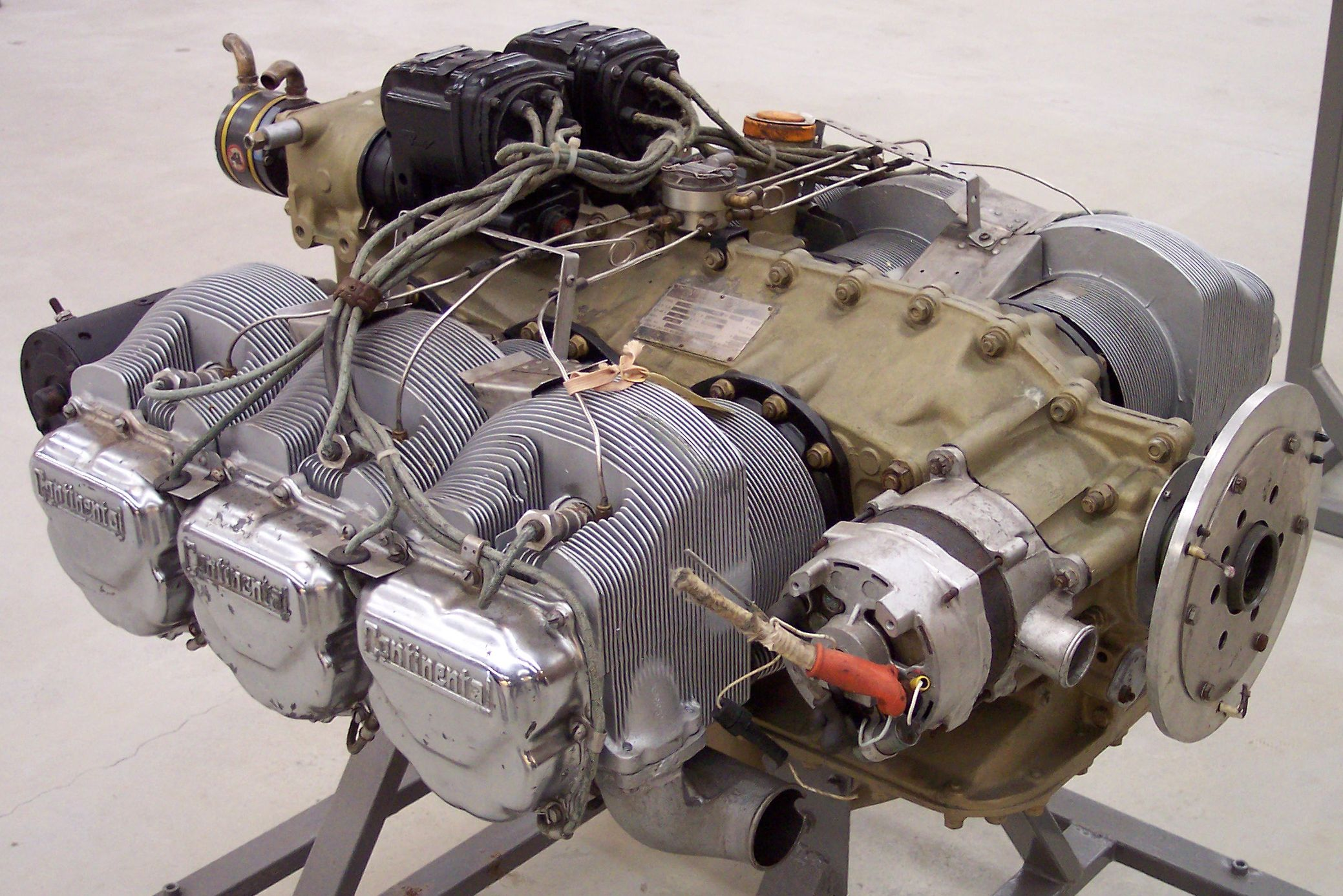
Двигатель Continental IO-520

- Максимальный взлётный вес: 1497 кг
- Крейсерская скорость: 183 км/ч
- Максимальная скорость: 195 км/ч
- Скорость сваливания: 92 км/ч
- Дальность: 628 км
- Потолок 5517 м
- Силовая установка: 1 × Continental IO-520-D